# Taczanowski's struikgors
De Taczanowski's struikgors (Atlapetes taczanowskii) is een zangvogel uit de familie Passerellidae (Amerikaanse gorzen). Eerder werd deze vogel beschouwd als een ondersoort van de grijsborststruikgors (A. schistaceus). Deze vogel is genoemd naar de Poolse ornitholoog Wladyslaw Taczanowski.

## Verspreiding en leefgebied
Deze soort komt voor in bergbossen in centraal Peru.

## Status
De grootte van de populatie is niet gekwantificeerd maar de soort wordt omschreven als vrij algemeen. Op de Rode lijst van de IUCN heeft deze soort de status niet bedreigd.